# Seleção Guatemalteca de Rugby Union
A Seleção Guatemalteca de Rugby Union é a equipe que representa a Guatemala em competições internacionais de Rugby Union.